# إذاعة سعيدة
إذاعة سعيدة هي إذاعة محلية بولاية سعيدة الجزائرية تبث برامجها باللغة العربية.

## وصلات خارجية
- الموقع الرسمي لإذاعة سعيدة
- الشبكة البرامجية لإذاعة سعيدة الجهوية

قالب:إذاعات جزائرية